# Rhodoferax saidenbachensis
Rhodoferax saidenbachensis es una bacteria gramnegativa perteneciente al género Rhodoferax. Descrita en el año 2014. Su etimología hace referencia al reservorio Saindenbach, en Alemania. Se ha aislado del sedimento de un reservorio de agua destinada al consumo. Se describe como una bacteria móvil por un flagelo polar. Catalasa negativa y oxidasa positiva. Temperatura de crecimiento entre 4-30 °C, con óptima de 20 °C. Las colonias en agar R2A son incoloras, aunque los cultivos antiguos pueden adquirir pigmentación marrón. En agar sangre muestra β-hemólisis en cultivos mayores de 20 días. Tiene una velocidad de división celular muy baja.